# Friedrich Schmidtke
Friedrich Schmidtke (* 3. Mai 1891 in Wurzen, Sachsen; † 22. Juli 1969 in Münster) war ein deutscher katholischer Theologe (Alttestamentler) und Altorientalist.
Friedrich Schmidtke, Sohn eines Schuhmachermeisters, besuchte das Gymnasium in Dresden und Prag.  Ab dem Wintersemester 1912/13 studierte er an der Universität Breslau katholische Theologie und Altorientalistik. Im Wintersemester 1913/14 legte er die erste und im Sommersemester 1915 die zweite theologische Prüfung ab und beendete seine Priesterausbildung am Priesterseminar in Paderborn. In Breslau wurde er 1916 bei Bruno Meissner mit der Dissertation Asarhaddons Statthalterschaft in Babylonien und seine Thronbesteigung in Assyrien 681 v. Chr. zum Dr. phil. promoviert. Nach seiner Priesterweihe war er von 1916 bis 1924 als Kaplan in Dresden tätig. 1924 folgte mit der Arbeit zum Thema Die Quellen zur Einwanderung Israels in Kanaan neuuntersucht die Promotion zum Dr. theol. Ein Jahr später wurde er nach der Habilitation Privatdozent für alttestamentliche Exegese an der Katholisch-Theologischen Fakultät der Universität Breslau, an der er 1933 zum nichtbeamteten außerplanmäßigen Professor ernannt wurde. 1928 bis 1930 unternahm er längere Studienreisen in den Orient und war in dieser Zeit unter anderem 1928 Lehrer am St. Georgs-Kolleg in Konstantinopel und 1929/30 Stipendiat des Orientalischen Instituts der Görres-Gesellschaft in Jerusalem. 1933/34 vertrat er kurzzeitig eine Professur an der Staatlichen Akademie Braunsberg. Am 7. März 1934 wurde sein Buch Die Einwanderung Israels in Kanaan von der Glaubenskongregation auf Grund seiner Pentateuch-Kritik auf den Index der verbotenen Bücher gesetzt.
In der Folge wurde ihm die kirchliche Lehrerlaubnis entzogen und er konnte nur noch altorientalische Wissenschaften in einer philosophischen Fakultät lehren. Zum 1. Mai 1937 trat er der NSDAP bei. Im selben Jahr wurde er beamteter außerordentlicher Professor an der Universität Münster, im Wintersemester 1944/45 vertrat er eine Professur an der Universität Greifswald. 1956 wurde Schmidtke ordentlicher Professor (Ordinarius für Geschichte und Kultur des Alten Orients) an der Universität Münster, 1959 erfolgte die Emeritierung, sein Nachfolger wurde Wolfram von Soden.

## Schriften (Auswahl)
- Asarhaddons Statthalterschaft in Babylonien und seine Thronbesteigung in Assyrien 681 v. Chr. (= Altorientalische Texte und Untersuchungen, Band 1, 2). Brill, Leiden 1916 (= Dissertation, mit Lebenslauf Digitalisat).
- Die Japhetiten der biblischen Völkertafel. (= Breslauer Studien zur historischen Theologie, Band 7). Müller & Seiffert, Breslau 1926.
- Die Einwanderung Israels in Kanaan. Franke/Borgmeyer, Breslau 1933.
- Der Aufbau der babylonischen Chronologie (= Orbis antiquus, Heft 7). Aschendorff, Münster 1952.